# Saby Kamalich
Saby Kamalich  (Lima, Peru, 1939. május 13. – 2017. szeptember 13.) perui-mexikói színésznő.

## Életpályája
1939. május 13-án született Limában. 1969-ben főszerepet játszott a Simplemente Maríában. 1991-ben szerepet kapott a Yo no creo en los hombresben. 2007-ben Trinidad szerepét játszotta a Madre Luna című sorozatban. 2012-ben megkapta Josefina szerepét A bosszú angyala című telenovellában.

## Filmográfia

### Telenovellák
- A bosszú angyala (La otra cara del alma) (Mexikó, 2012) .... Doña Josefina Quijano Vda. de De la Vega
- Mujer comprada (Mexikó, 2009) .... Giovanna Lombardi
- Secretos del alma (Mexikó, 2008) .... Victoria Rivas
- Madre Luna (Kolumbia, 2007) .... Doña Trinidad Zapata Vda. de Portillo
- Corazón partido (Mexikó, 2005) .... Virginia
- Gitanas (Mexikó, 2004) .... Victoria Lambert de Domínguez
- La duda (Mexikó, 2002) .... Elvira
- Amores... querer con alevosía (Mexikó, 2001) .... Cristina
- La casa del naranjo (Mexikó, 1998) .... Sara Olmedo
- Tres veces Sofía (Mexikó, 1998) .... Adelaida
- Sin ti (Mexikó, 1997) .... Dolores Vda. de Luján
- No tengo madre (Mexikó, 1997) .... Tina Tomassi
- María José (Mexikó, 1995) .... Piedad de Almazán
- Retrato de familia (Mexikó, 1995) .... Pilar Vda. de Mariscal
- Carrusel de las Américas (Mexikó, 1992) .... Rosa Huamán
- Yo no creo en los hombres (Mexikó, 1991) .... Leonor Ibáñez de la Vega
- Destino (Mexikó, 1989) .... Mercedes Villaseñor
- La casa al final de la calle (Mexikó, 1989) .... Esperanza Gaytán
- Amor en silencio (Mexikó, 1988) .... Andrea Trejo de Ocampo
- La gloria y el infierno (Mexikó, 1986) .... Sara Vallarta
- El padre Gallo (Mexikó, 1986) .... Aurora
- Principessa (Mexikó, 1984) .... Amantina
- Gamboa (Peru, 1983)
- Cuando los hijos se van (Mexikó, 1983) .... Francisca Mendoza
- El hogar que yo robé (Mexikó, 1981) .... Jimena
- Pelusita (Mexikó, 1980) .... Beatriz
- Amor prohibido (Mexikó, 1979) .... Clara Galván
- Mi hermana la nena (Mexikó, 1976) .... Silvia Guzmán / Geny Grimaldi
- Barata de primavera (Mexikó, 1975) .... Adriana de la Lama
- Mi rival (Mexikó, 1973) .... María Elena
- Rosas para Verónica (Peru, 1971)
- Simplemente María (Peru, 1969) .... María Ramos
- El canillita (Peru, 1969)
- Perdóname (Peru, 1968)
- Dime la verdad (Peru, 1968)
- La condenada (Peru, 1967)
- Locura de amor (Peru, 1967)
- Santa Rosa de Lima (Peru, 1967)
- Yaniré (Perú, 1966)
- Un sueño de amor (Peru, 1966)
- Se solicita una enfermera (Peru, 1966)
- El precio del orgullo (Peru, 1966)
- La voz del corazón (Peru, 1966)
- Paula (Peru, 1966)
- Doña Bárbara (Peru, 1965)
- Cumbres Borrascosas (Peru, 1963)
- Los buitres (Peru, 1962)
- La colmena (Peru, 1962)
- Kid Cristal (Peru, 1960)
- Bar Cristal (Peru, 1959)

### Filmek
- El embajador y yo (1966)
- Mariana, Mariana (1987) .... Carlitos anyja
- Papà por accidente (1981)